# Флорештень
Флорештень, Флорештені (рум. Floreșteni) — село у повіті Горж в Румунії. Адміністративно підпорядковане місту Тиргу-Кербунешть.
Село розташоване на відстані 218 км на захід від Бухареста, 15 км на південний схід від Тиргу-Жіу, 75 км на північний захід від Крайови.

## Населення
За даними перепису населення 2002 року у селі проживали 412 осіб, усі — румуни. Усі жителі села рідною мовою назвали румунську.